# Марко Штитарац
Марко Штитарац је био један од значајнијих учесника у Првом српском устанку.

## Биографија
Рођен је у селу Штитар, по коме је добио надимак. Његово презиме није познато. Био је веран Милошу Обреновићу, и често је убијао људе којима Милош Обреновић није веровао. Подигнут му је споменик у граду Шапцу. Носио је титулу Кнез Мачве и Поцерине.
Сахрањен је у селу Поцерски Добрић. Гроб му се налази поред темеља добрићске цркве саграђене 1827. године на иницијативу Марка Штитарца, на месту где су Турци спалили две претходне цркве брвнаре. У летопису цркве у селу Добрић, парох ове цркве Добривоје Мандић записао је: "...не зна се колико је прва црква служила, али се зна да су је Турци запалили. Доцније, народ је на истом месту саградио другу цркву и ова је служила све до 1812. године када су је Турци запалили и до темеља порушили. Од тог времена народ није имао овде цркве већ је ишао у оближње цркве и манастире и то је тако трајало све до 1820. године. Те године, кнез од Мачве и Поцерине, Марко Штитарац, путовао је са својим пандурима по кнежевинама, па кад се је враћао своме дому у селу Варна, нанесе га пут преко порте добрићске цркве и ту на црквеном згаришту смотри неколико одраслијих чобанчади где се гологлави моле Богу и каде тамјаном. Тада Марко реши да се на том истом месту сагради нова црква, која је 1827. године довршена и од тог времена служи све до данас..." Село Богосавац је било расељено, па га је Марко Штитарац, по наредби Јеврема Обреновића ушорио.